# Weberameisen
Die Weberameisen oder grüne Ameisen (Oecophylla) sind eine Gattung der Ameisen (Formicidae) und gehören zur Unterfamilie der Schuppenameisen (Formicinae). Charakteristisch und namensgebend für diese Gattung ist die Konstruktion eines Seidennestes, einem Freinest aus Blättern, die mit von den Larven produzierten Seidenfäden „zusammengewoben“ werden.
Weberameisen sind aphidophil, d. h., sie leben häufig mit myrmekophilen Schnabelkerfen in Trophobiose zusammen, die von ihnen beschützt werden und von denen sie exzernierte Nährstoffe erhalten.

## Systematik

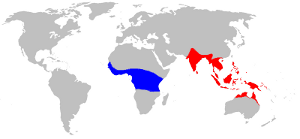
Verbreitung der Weberameisen
blau: Oecophylla longinoda
rot : Oecophylla smaragdina

Zwei rezente Arten sind bekannt: Oecophylla longinoda und Oecophylla smaragdina. Oecophylla longinoda ist über das gesamte tropische Afrika verbreitet, das Verbreitungsgebiet von Oecophylla smaragdina reicht dagegen von Indien bis Australien.

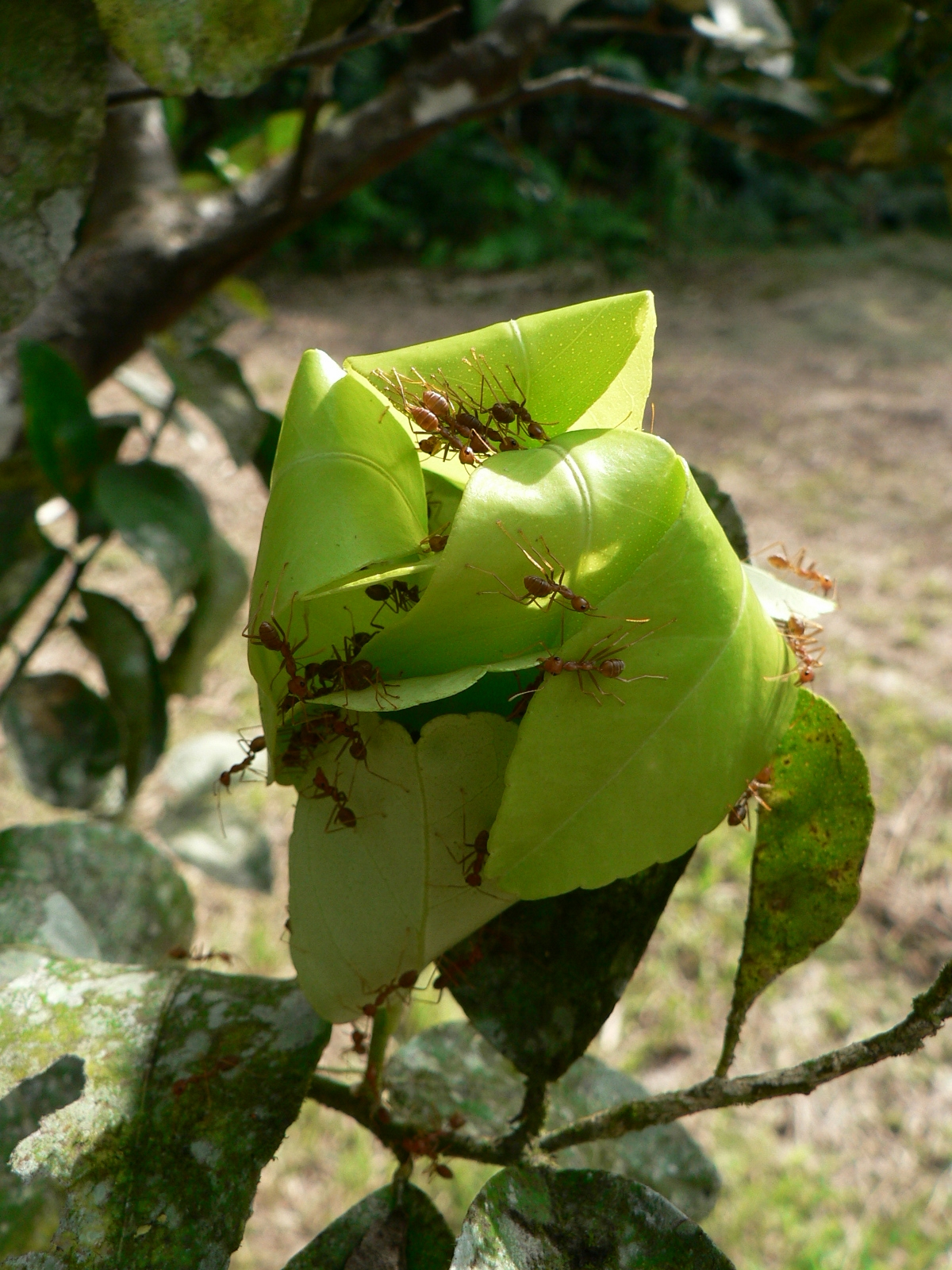
Weberameisennest

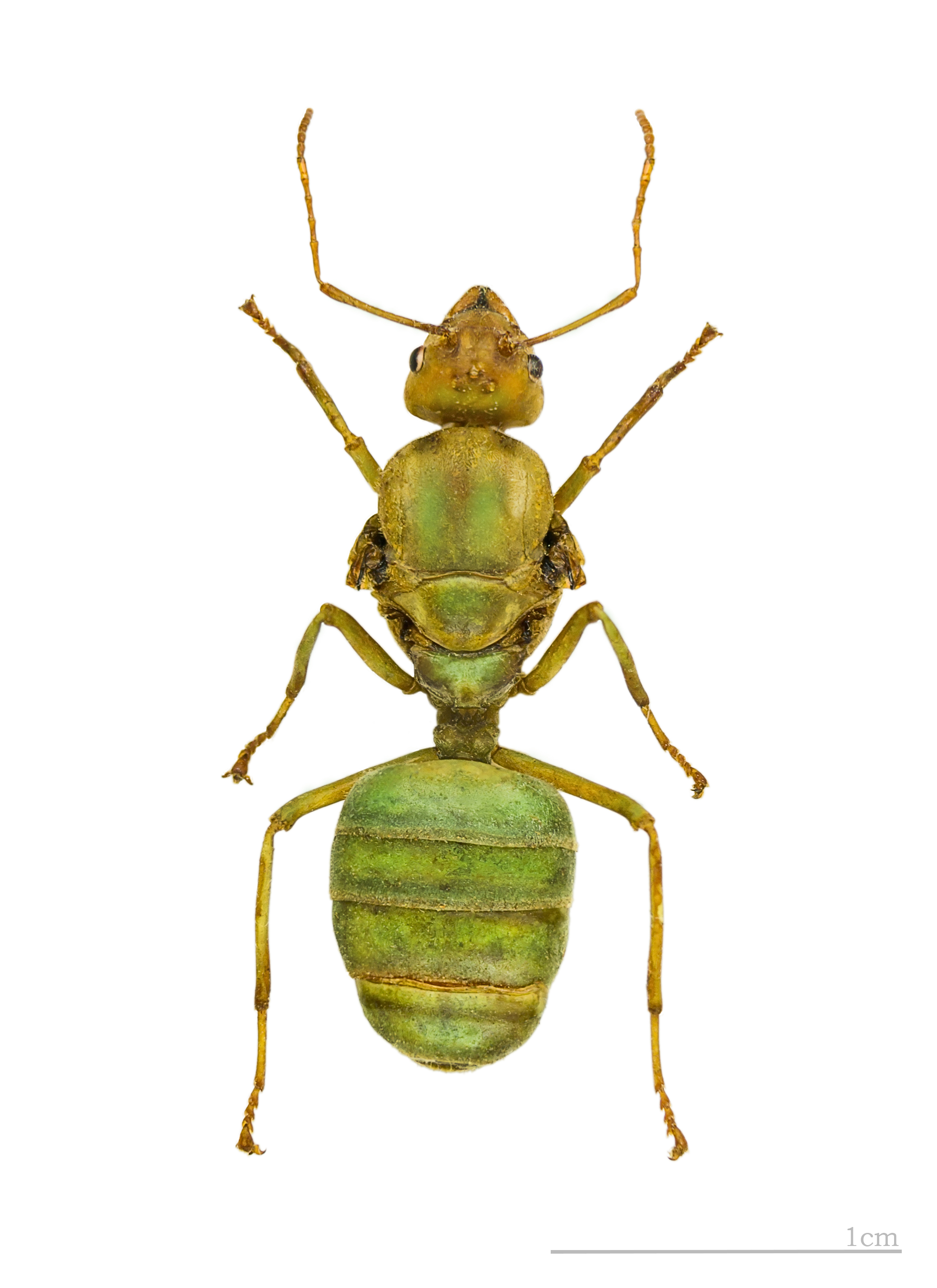
Oecophylla smaragdina – Königin

## Fossilien
Viele Fossilbelege, meist in Bernstein konserviert, zeigen eine frühere Verbreitung auch in Europa.
Ausgestorbene Arten:
- Oecophylla atavina lebte im Oligozän (vor etwa 33,9 bis vor etwa 23,03 Millionen Jahren), gefunden auf Isle of Wight[1]
- Oecophylla brischkei lebte im Eozän (vor etwa 56 bis vor etwa 33,9 Millionen Jahren), gefunden in baltischem Bernstein[1][3]
- Oecophylla crassinoda lebte im Eozän, gefunden in baltischem Bernstein[1]
- Oecophylla eckfeldiana lebte in Deutschland im Eozän vor etwa 47 bis 43 Millionen Jahren und wurde fossil in der Grube Messel und im Eckfelder Maar gefunden.[3]
- Oecophylla leakeyi lebte in Ostafrika im Miozän vor etwa 30 Millionen Jahren, gefunden wurde ein fossiliertes Nest[1][4][5]
- Oecophylla megarche lebte im Oligozän, gefunden auf Isle of Wight[1][6]

## Verwechslung
Neben der Gattung Oecophylla benutzen auch Ameisen der Gattung Polyrhachis (z. B. Polyrhachis dives) ihre Larven zum Verspinnen des Nestes. Aus wissenschaftlicher Sicht werden diese Ameisen aber nicht zu den Weberameisen gezählt, denn anders als Oecophylla bauen sie ihre Nester nicht in Blättern, sondern suchen selbstständig nach Nistmaterial und verweben es zu Wänden und Böden.

## Medien
Eine Dokumentation von WildCam Australia behandelt die Lebensweise der Weberameisen, ihre Verwendung zur biologischen Schädlingsbekämpfung und als Lebensmittel. Diese wurde in deutscher Bearbeitung unter dem Titel Grüne Ameisen – Freund oder Feind? 2015 auf 3sat ausgestrahlt.